# 第8号馬出緑地
第8号馬出緑地（だいはちごうまいだしりょくち、略称=馬出緑地）とは福岡県福岡市東区馬出三丁目265-2、馬出四丁目193-1に存在する緑地帯である。東区馬出校区には10箇所の公園が存在するが、本公園は最大の敷地面積を誇っている。

## ロケーション

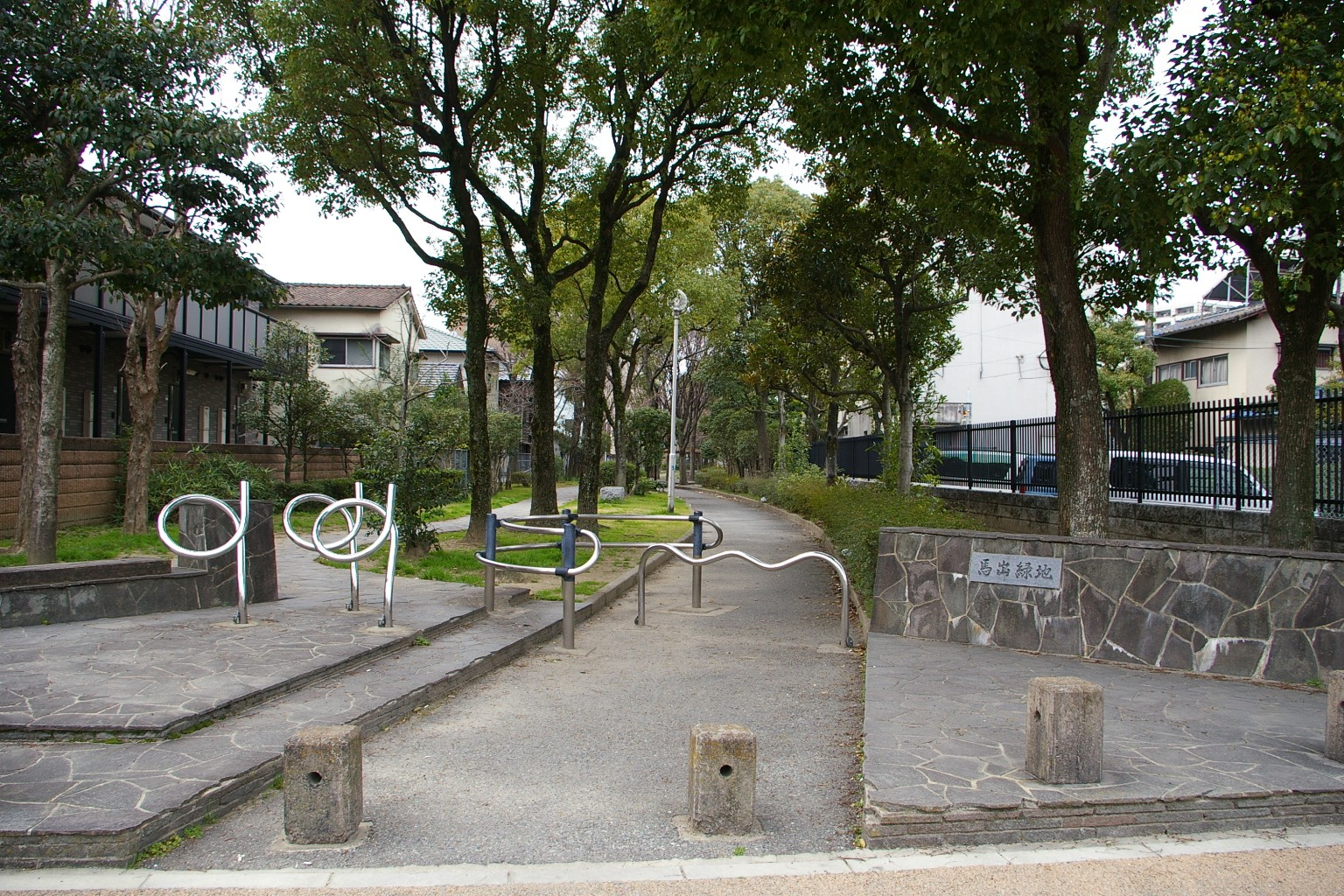
エントランスとオブジェ

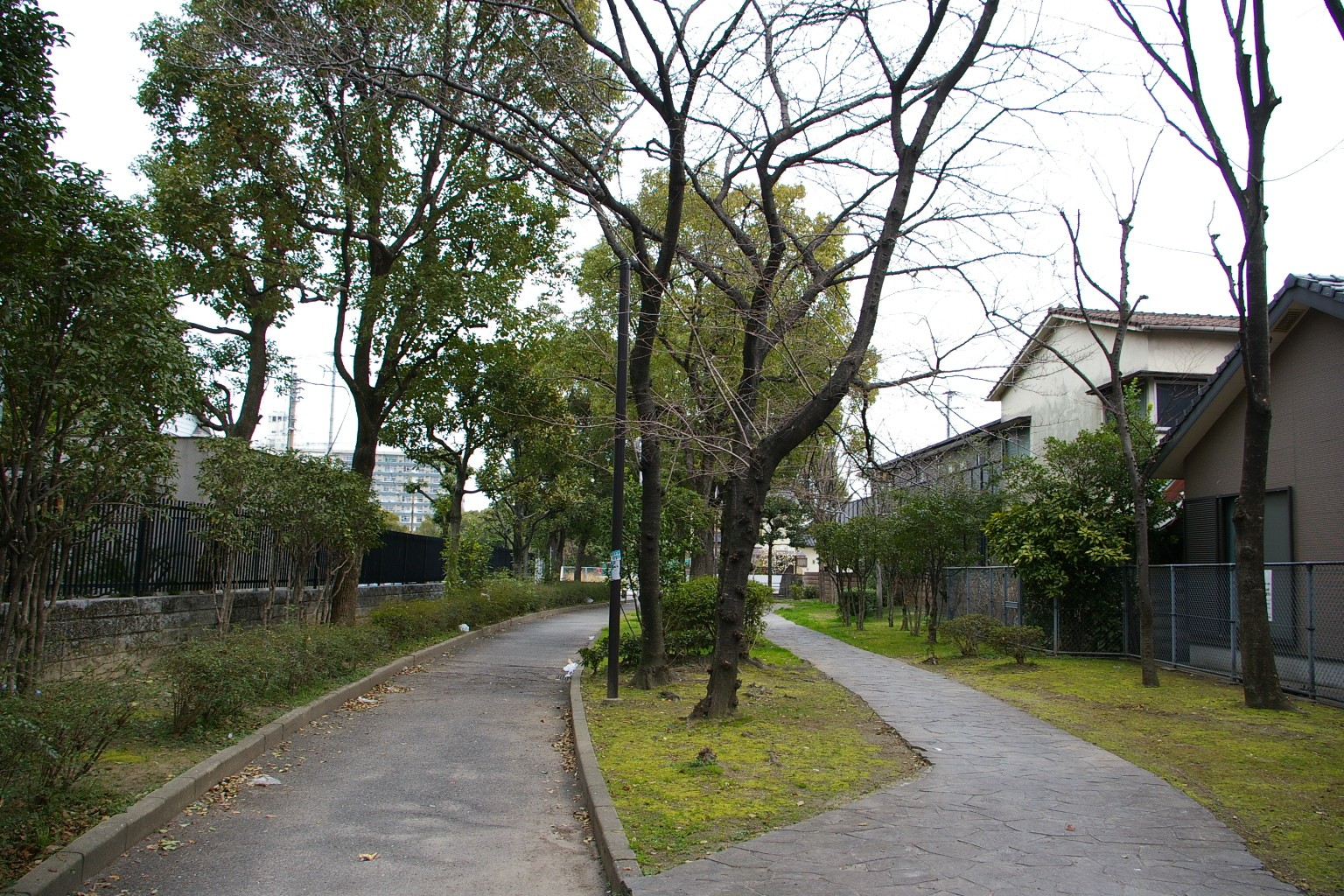
石畳の遊歩道に併設されたバリアフリーの道

緑地帯としての性格ともに児童遊園としても整備されている。エントランスにはオブジェが設置されている。遊園地としては児童向けの遊具や水呑場が設置されている。緑地帯としては遊歩道や芝生が設置され、広い年齢層の市民に憩いを提供するべく工夫されている。
日中には付近の高層住宅に住む就園前の幼児を育てる母親と幼児の公園デビューの場となり、地域コミュニティへの参加の機会を与える場を提供している。同時にバリアフリーに考慮された遊歩道は日向ぼっこをする高齢者に憩いの場を提供している。本地は福岡中学校に隣接しており平日の夕方には生徒の利用が見られる。また付近にはゆめタウン博多が存在し、休日には幼児を連れた親子連れで賑わう。本緑地は国道3号に沿って設置されているので外部からの視認性もよく、学校関係者の目も行き届き子供たちを安心して遊ばせることが出来るという特徴がある。このように本公園は季節と時間帯毎に様々なカテゴリーの市民に安らぎの場とコミュニティの機会を提供する結節機関としての役割を果たしている。

## 歴史

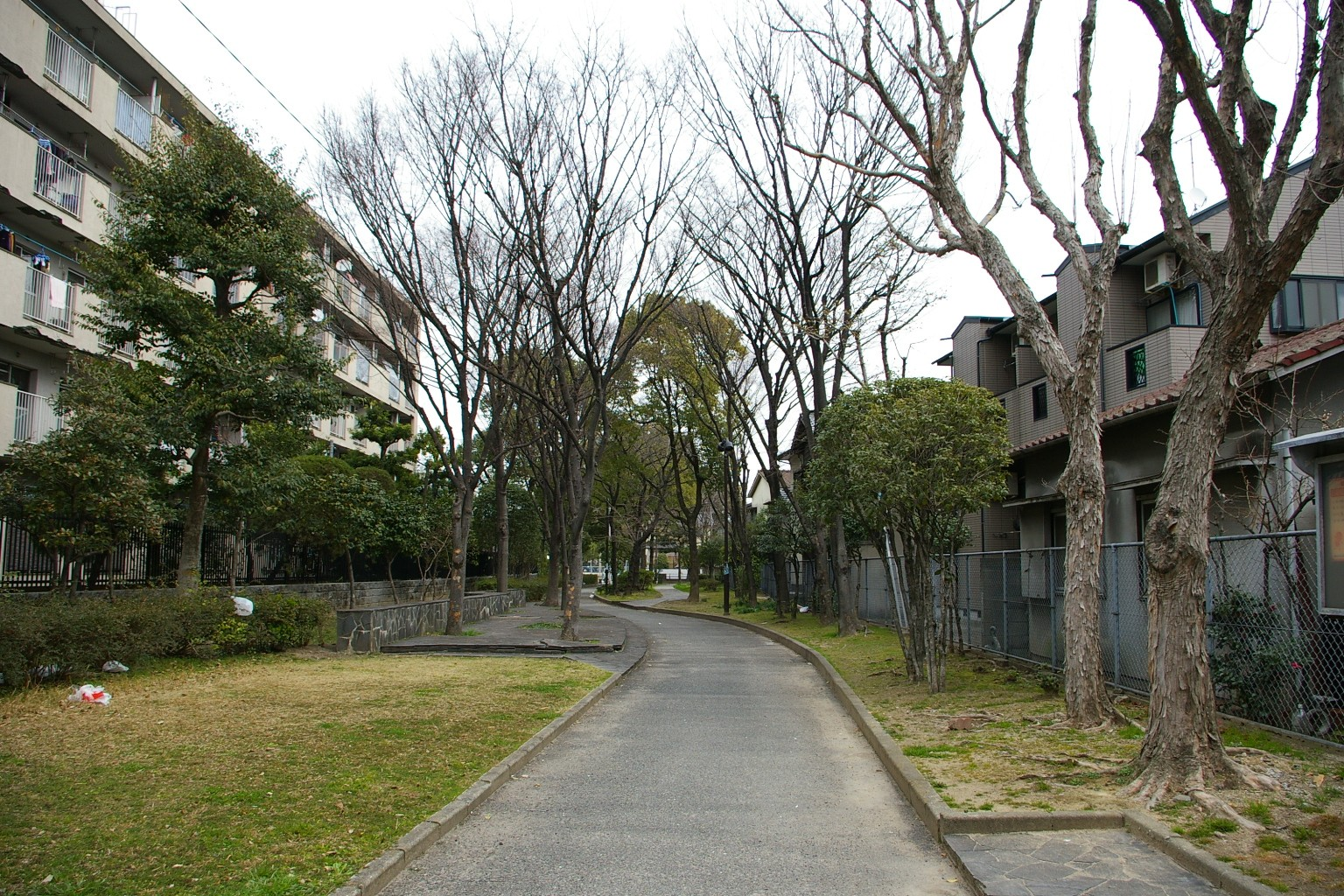
周囲の住宅地とのコラボレーション

本来馬出緑地の敷地部分は江戸時代中期以前には海上にあり、明治になって本格的な埋め立てにより干拓されたものである。当事はシルト層の上にもっこで土砂を運ぶという人海戦術によって干拓が行われた。それ以前は海岸線の大半が自然海岸であって白砂青松と謳われていたが、現在の馬出緑地からは直接的に当事の縁を偲ぶすべはない。大正14年博多湾鉄道汽船が、新博多と和白間の間に路面電車を敷設した。昭和元年には宮地岳まで延伸されている。同社は合併を経て西鉄線となった後、昭和26年には宮地岳と津屋崎間が開業している。昭和29年には西鉄多々良以南の3･3キロが分離され路面電車の西鉄福岡市内線と一体運行されるようになったが、貝塚以南は昭和44年の福岡市内線全廃時に廃止され敷地は鉄道施設としての役割を終えることになった。この西鉄宮地岳線（現：貝塚線）の廃線跡の廃止後、昭和55年、線路上の敷地を福岡市が購入して3年間の歳月を費やし福岡県の馬出地区再開発の一環として公園として整備されたものである。本緑地は周囲の低層の住宅地と調和した住居と公園との一体化した意匠をなしており、ガーデンシティとしての趣を醸し出している。

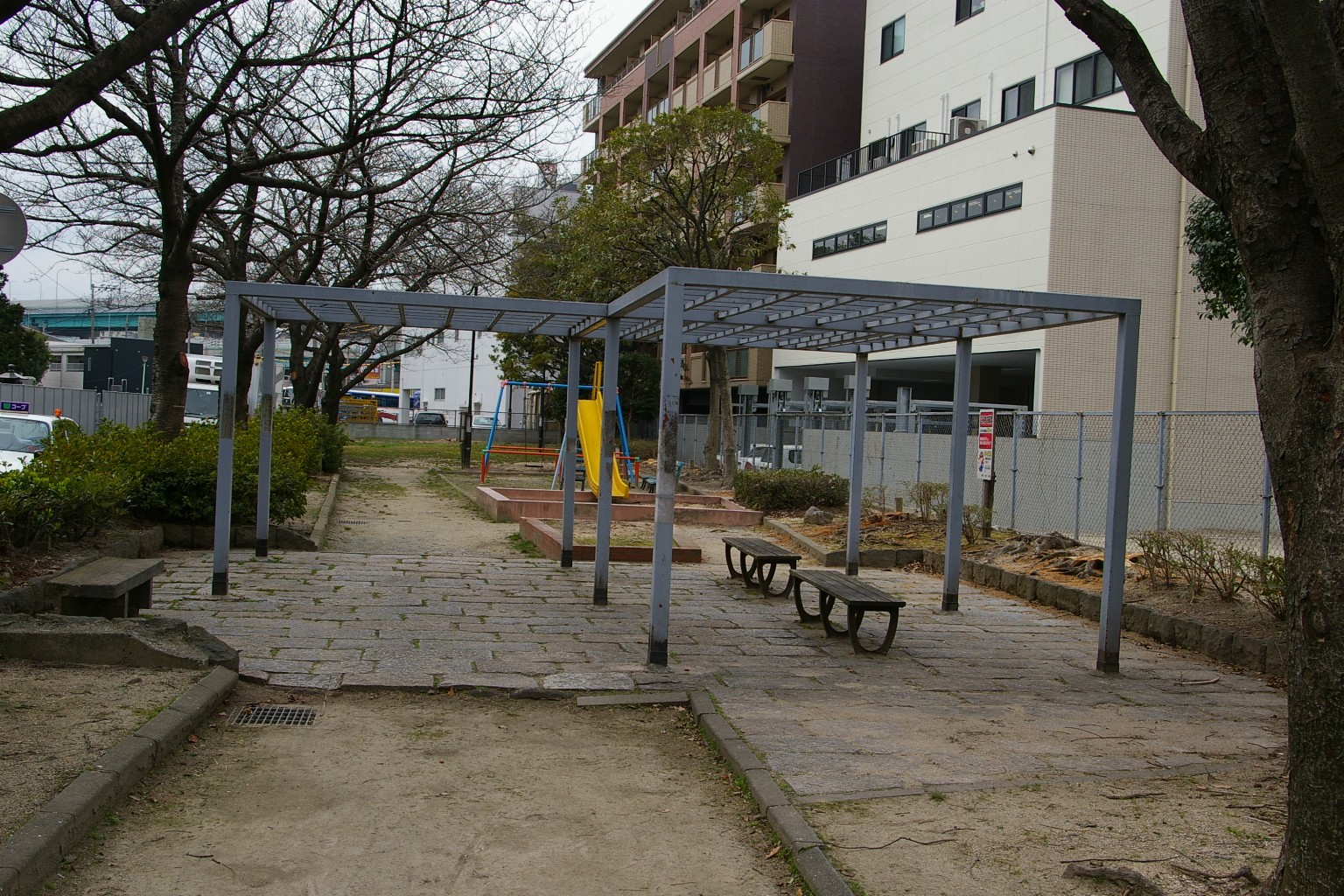
近接の千代北緑地

※宮地岳線の歴史の仔細については同項を参照のこと
したがって第8号馬出公園はもともと公園を意図して計画されたものではないので、敷地も鉄道の路線に沿って細長い形をしている。緑地の入り口付近には馬出三丁目停車場が存在したが、現在はその痕跡は確認できない。現在は路線に代わって西鉄バスが運行されており、馬出三丁目のバス停が存在する。本公園は第8号緑地として独立したものではなく行政区分上一連の連番が付いた緑地群をなしている。
上述のような変則的な設置の経過を振り返ると馬出緑地は明治以降の福岡の近代化の足跡を辿ることの出来る貴重な史跡としても市民に向学の機会を提供していると言えるだろう。

## そのほか

### 馬出1号公園
馬出緑地の一部に隣接している小さな公園である。第8号緑地が児童遊園としての性格が強いのに対して、本地は遊具は砂場と水道供給施設のみで 壮年層、シニア層に利用者のターゲットを絞り込んだ意匠となっている。
馬出緑地の木々の木陰に当たる部分にベンチが設置され、夏季には日差しを避ける工夫がなされており、夕方および夜間の利用者向けに、街灯が設置され防犯上の考慮がなされている。

### ゆめタウン博多

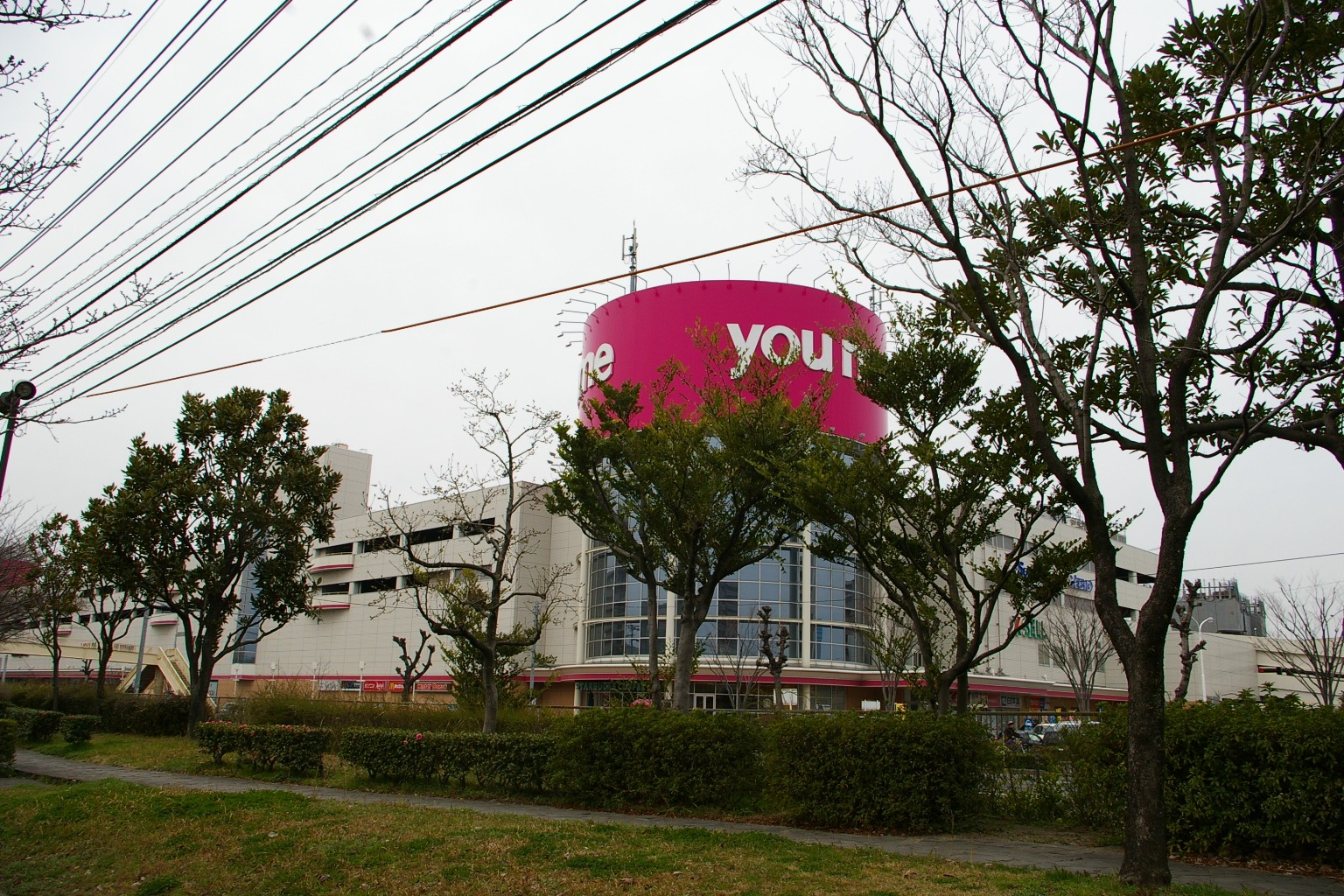
遊歩道から望むゆめタウン博多

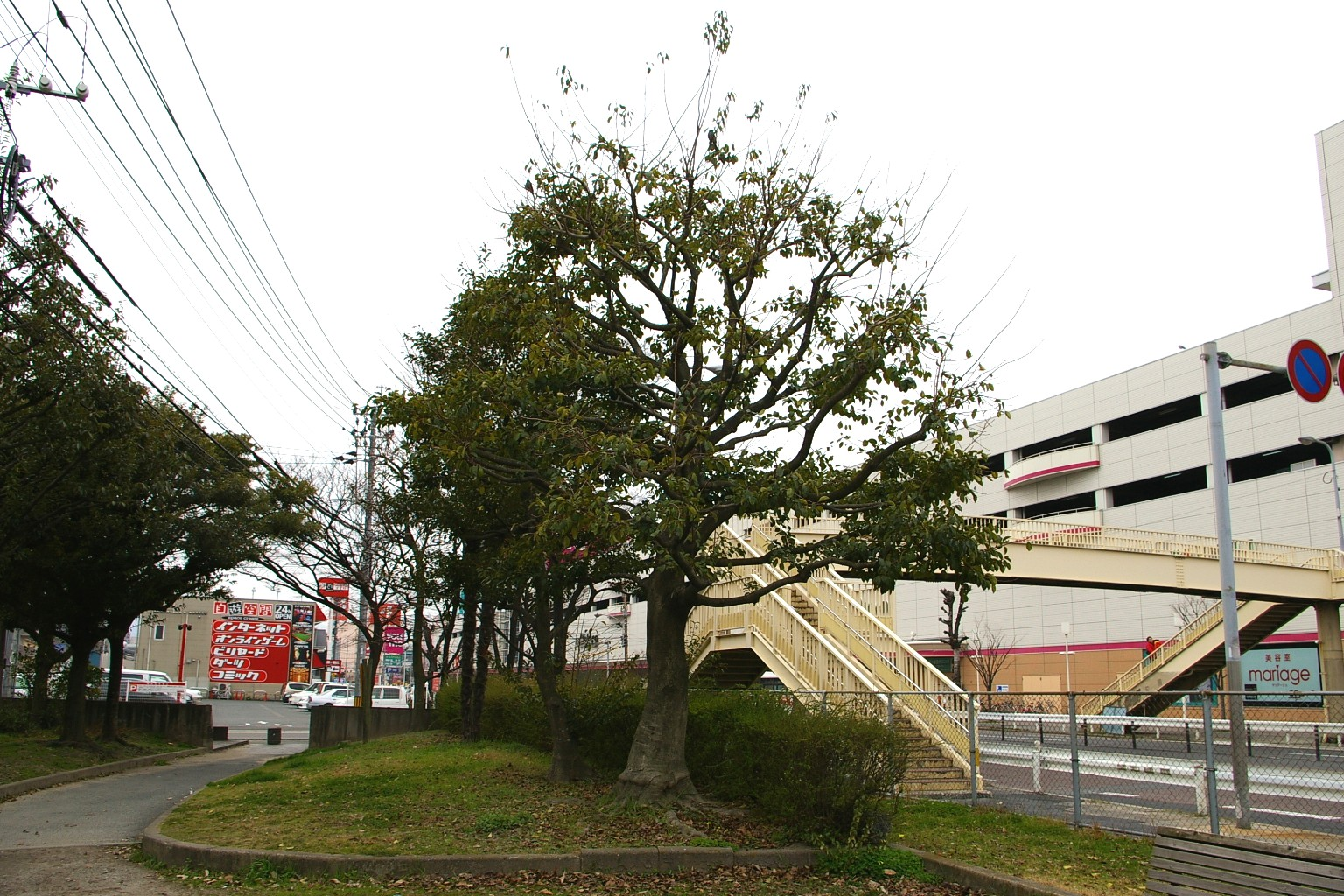
国道3号を跨ぐ歩道橋

第8号馬出公園の延長線上に国道3号を跨いだ旧線路上の敷地にゆめタウン博多が存在し、福岡県道517号から「ゆめタウン」まで緑地内を通って移動することが可能である。本緑地とゆめタウン博多を隔てる国道3号には歩道橋が設置されており子供連れでも安全に行き来が可能である。

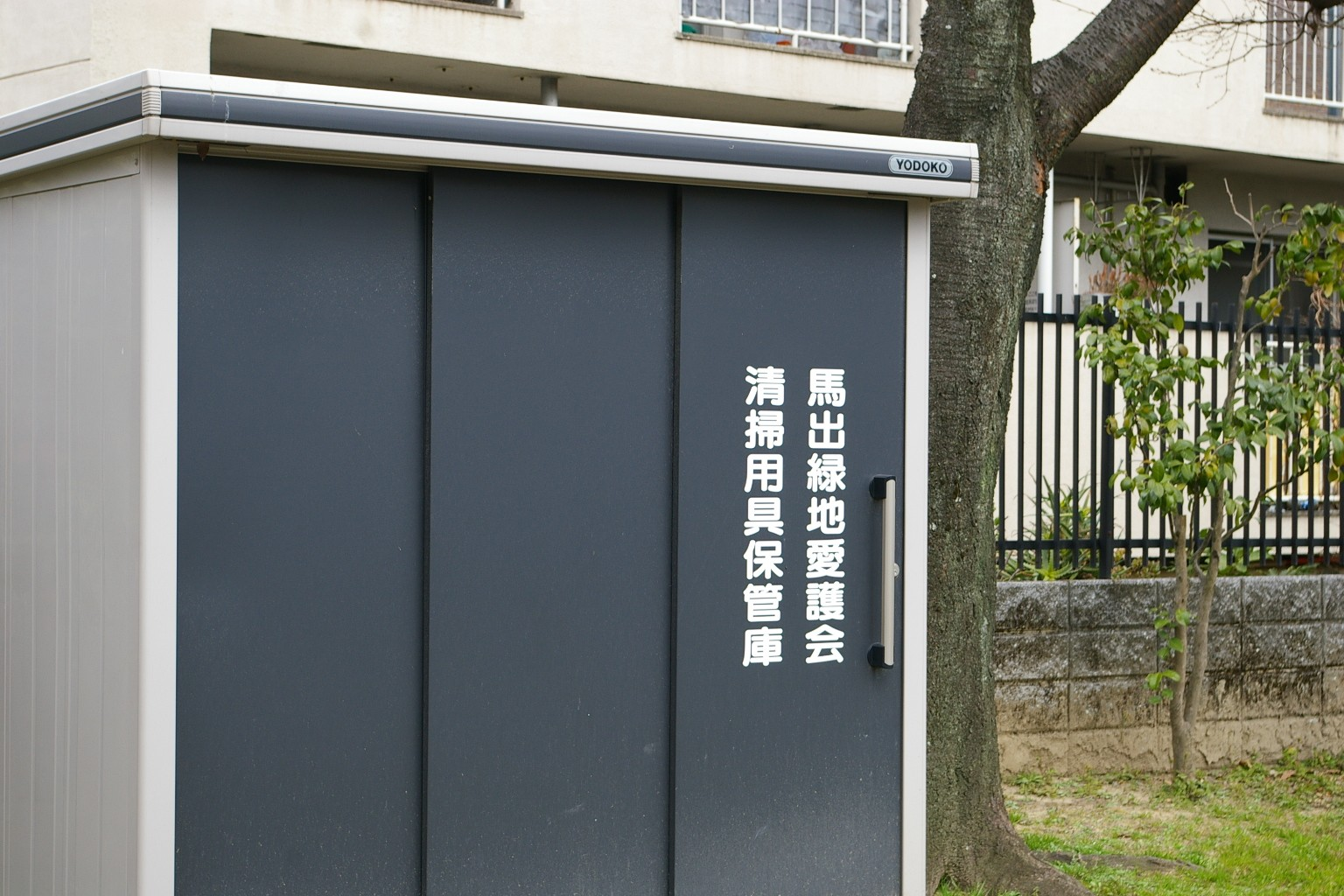
清掃用具保管庫

## 自治管理
緑地の管理は「馬出緑地愛護会」が福岡市より委託され住民自治による自主的管理が行われているモデルケースとなっている。同緑地内には清掃用具保管庫が存在し、清掃用具が保管されている。

## 交通アクセス
- 福岡市地下鉄箱崎線馬出九大病院前駅から徒歩12分（960m）、箱崎宮前駅から徒歩10分（800m）。
- 西鉄バス「馬出三丁目」もしくは「浜松町」バス停下車すぐ

## ギャラリー

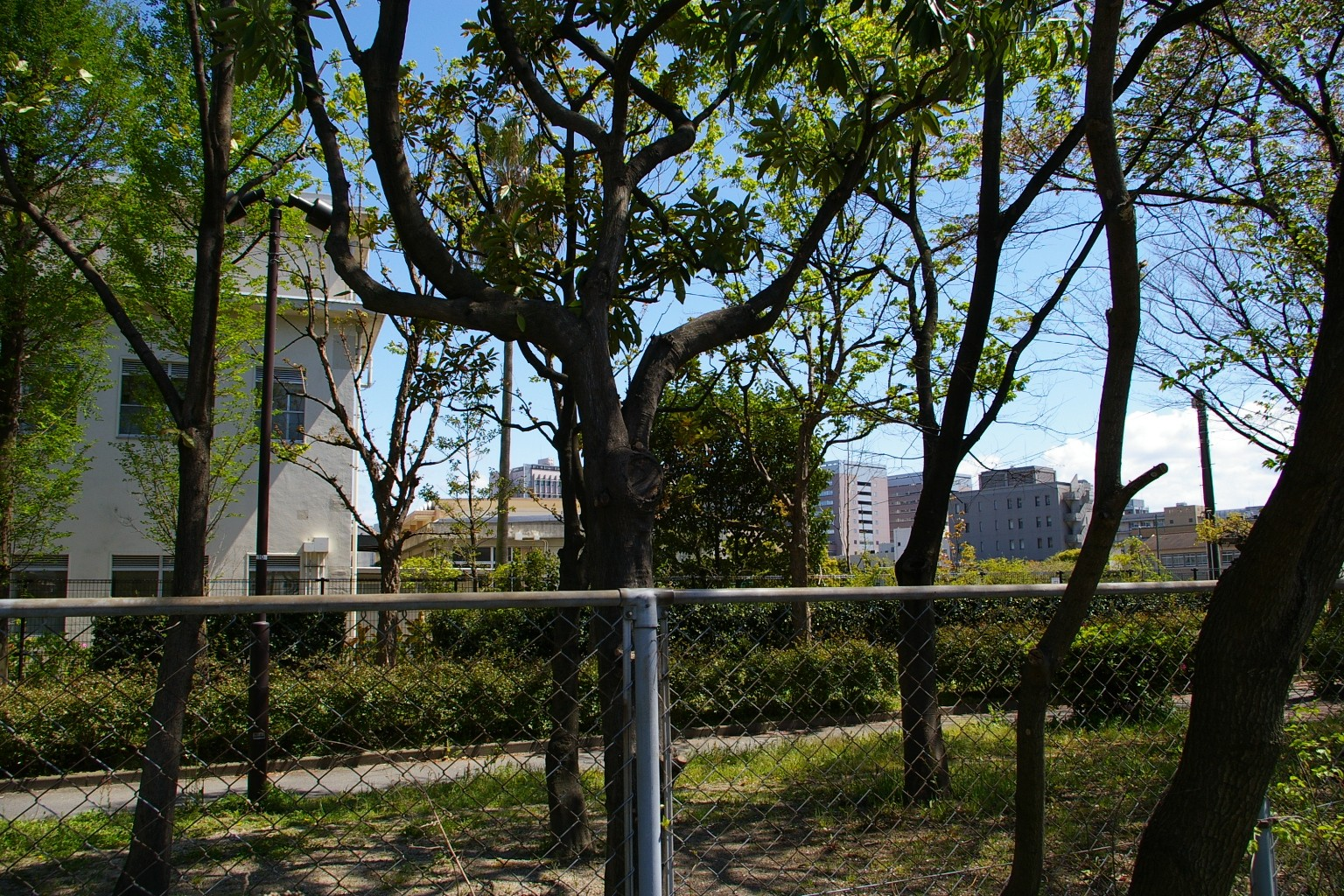
福岡中学校
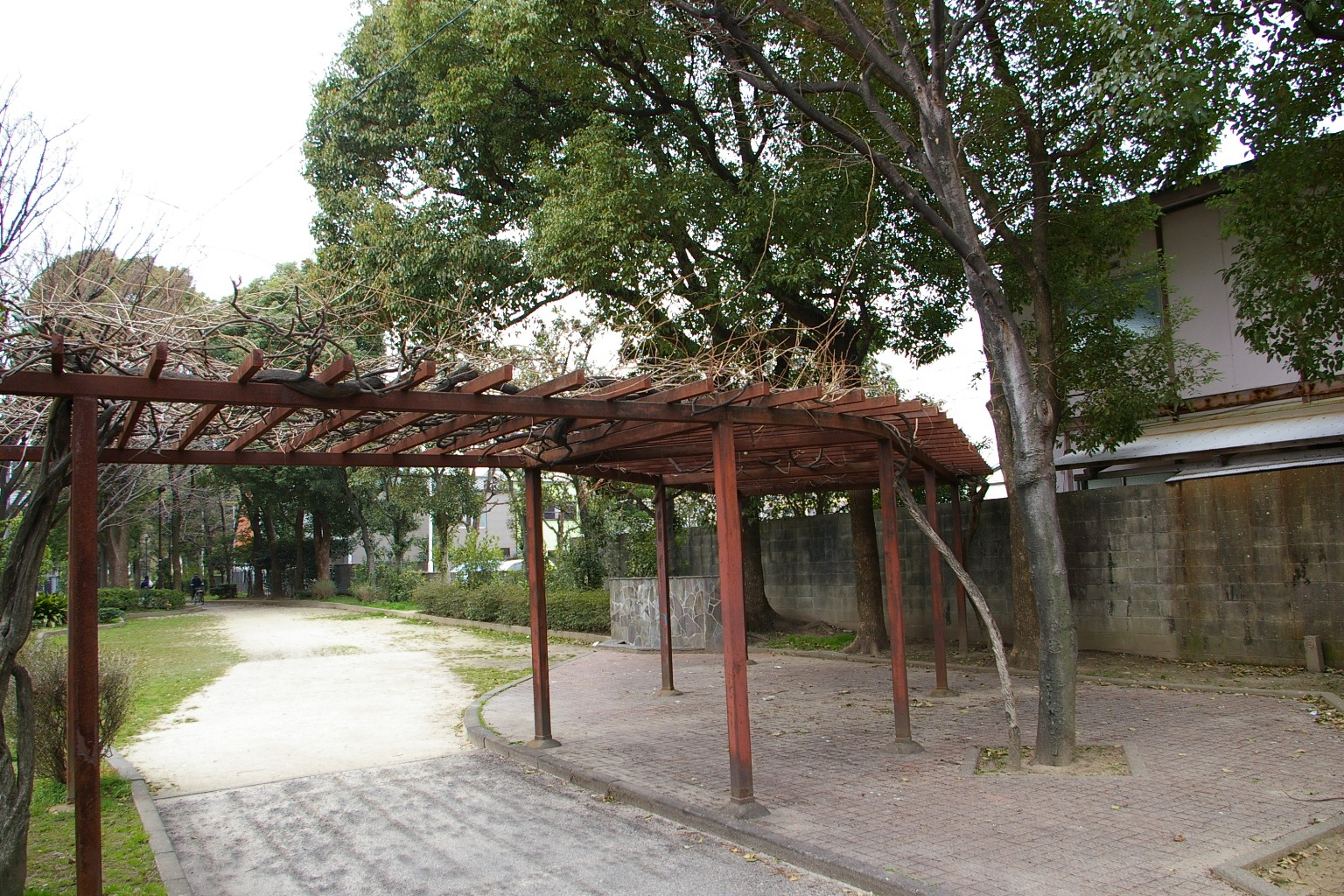
春～夏季には日差しを防ぐ藤棚
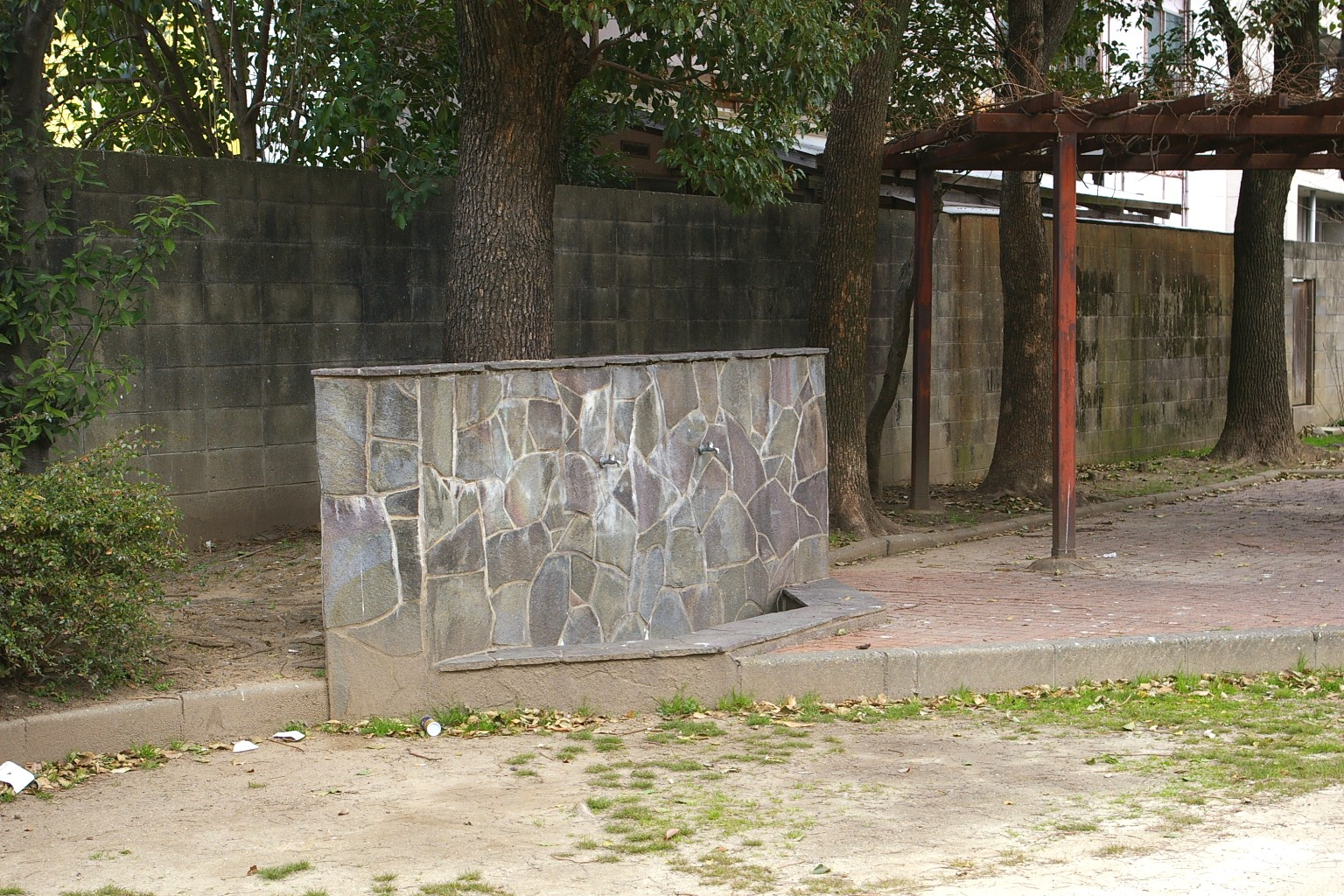
水呑場
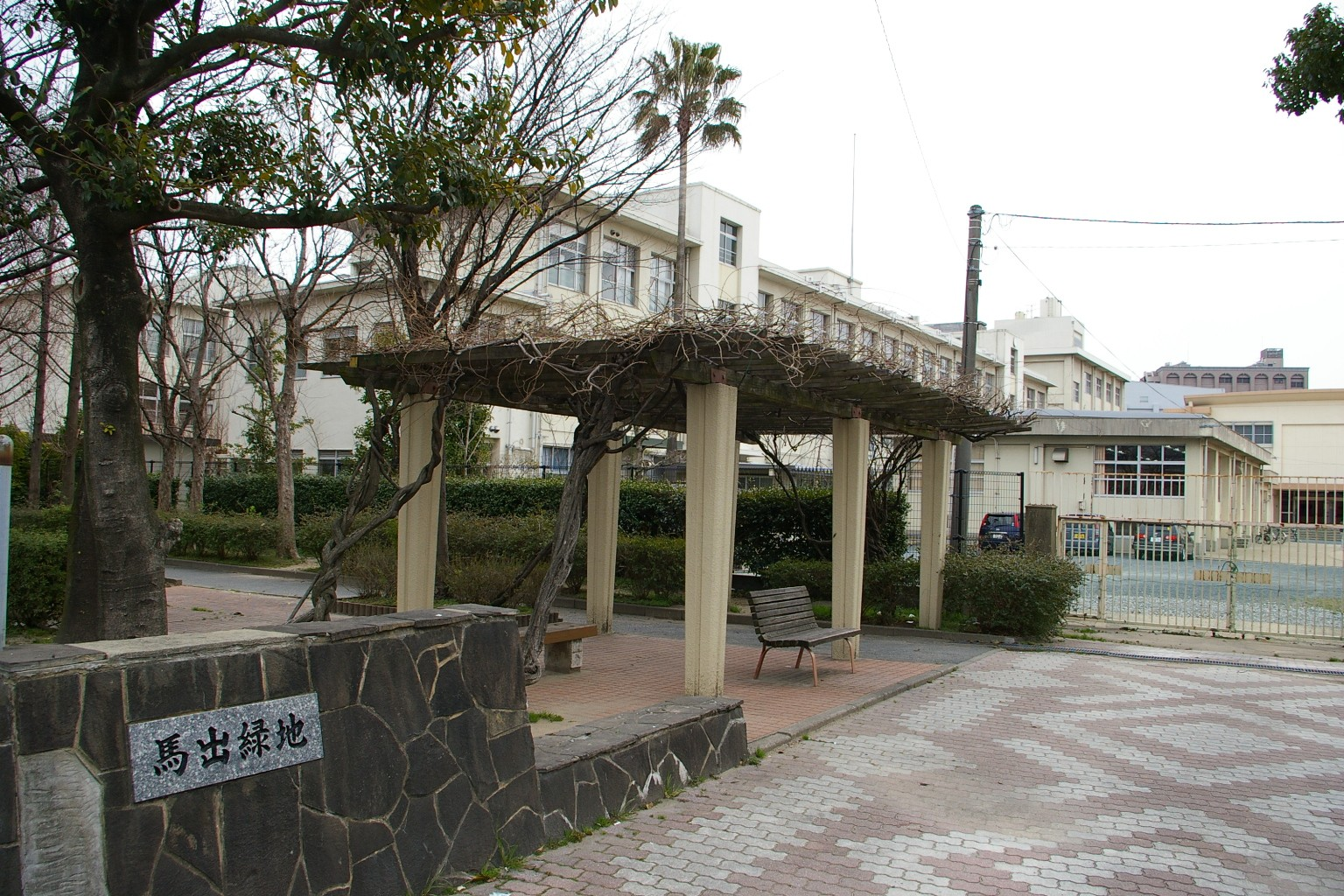
日除けを設置した休憩所
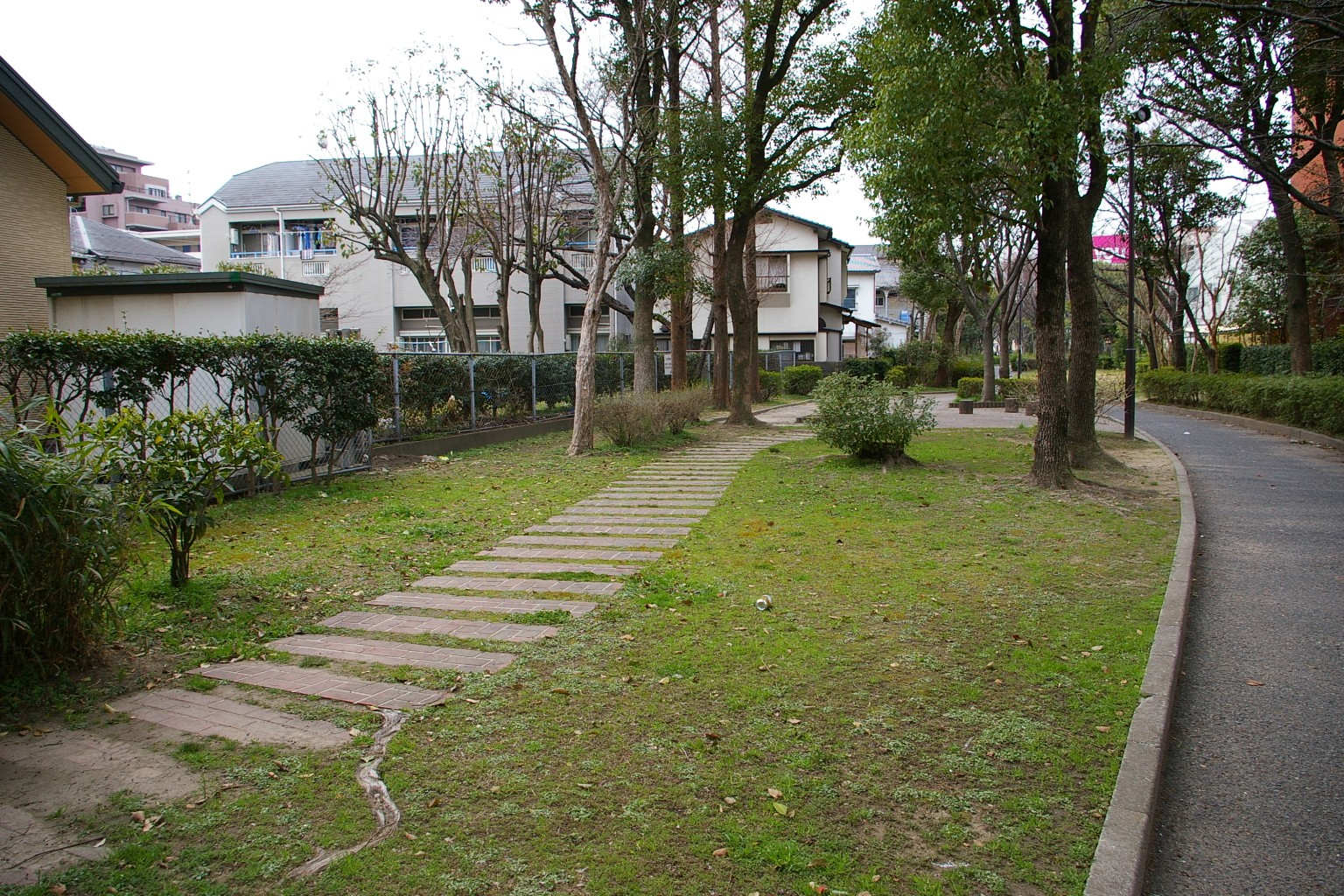
石畳を一部に設置した芝生
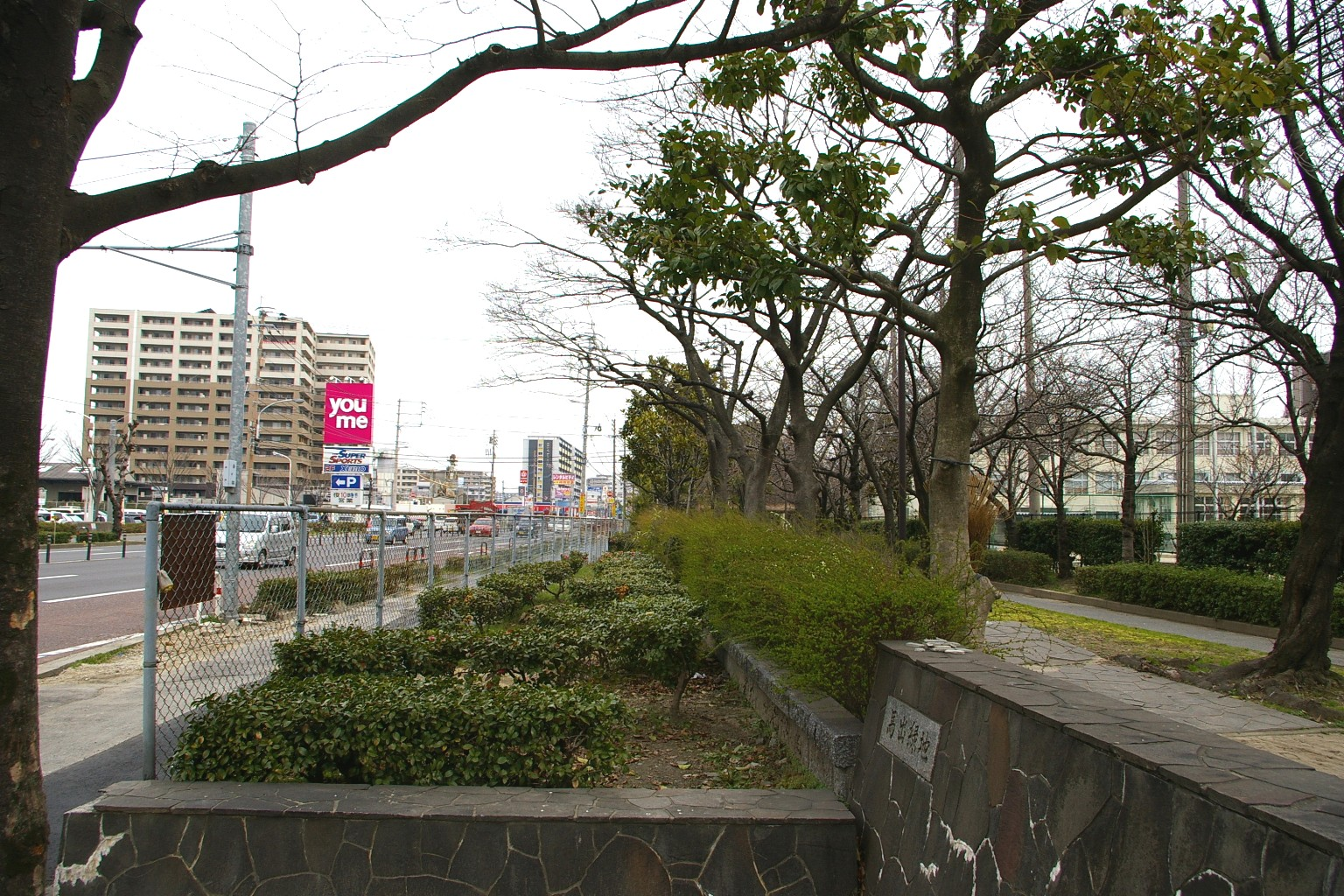
国道3号からの視界、常に国道から本緑地が視認可能である。
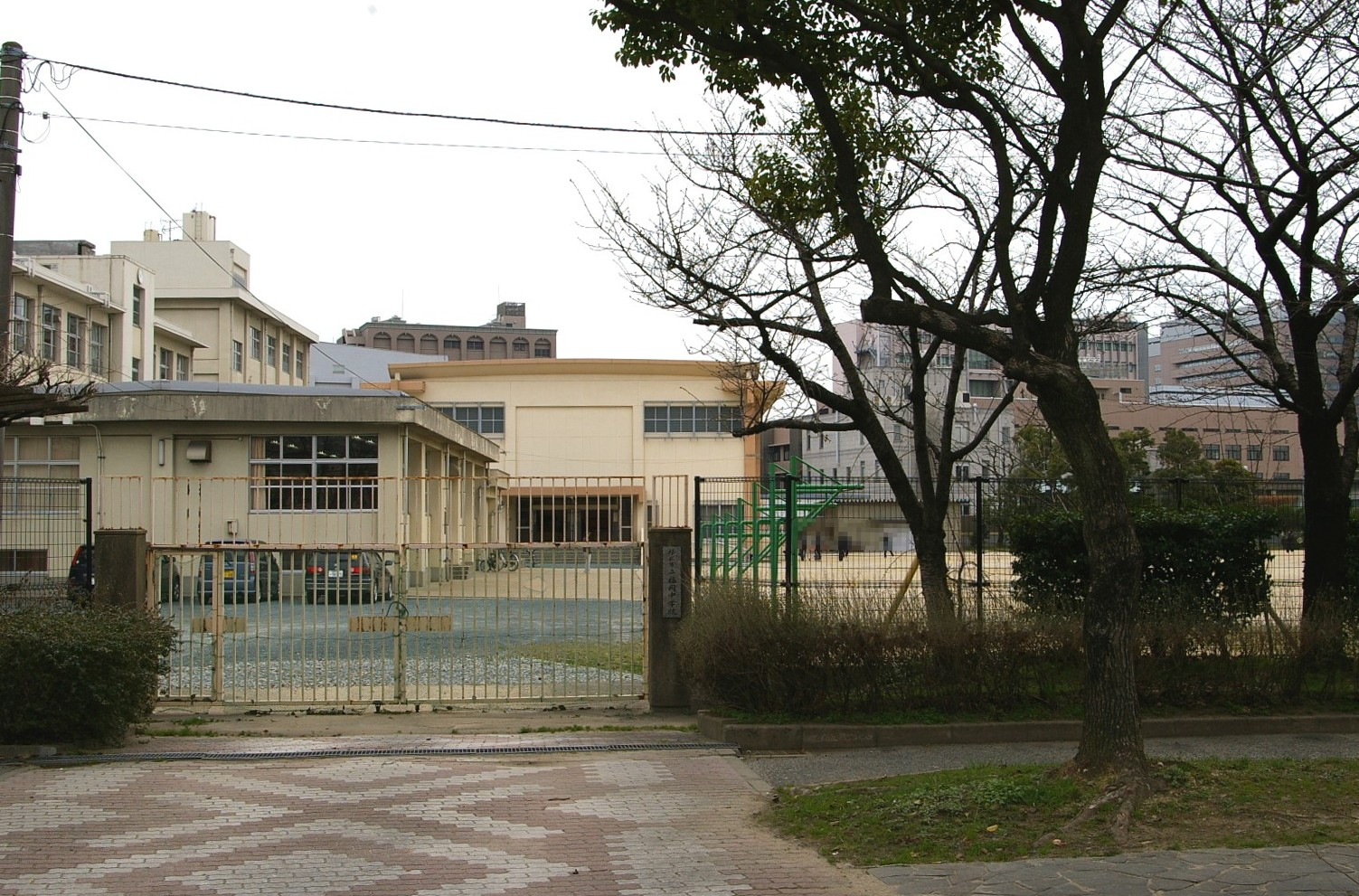
福岡中学校、本緑地は校門と国道3号を挟んだ位置に位置している。

## 注・出典
1. 1 2
2. ↑   (PDF)
3. ↑    (PDF)
4. 1 2 3